# Lista över vicekungar av Nya Spanien
Vicekungar av Nya Spanien
Tillagt till listan av vicekungar är följande spanska ståthållare i de spanska kolonierna innan vicekungadömet inrättades. De upprätthöll samma funktioner som vicekungarna oftast på provisorisk bas.

## Spanska ståthållare innan utnämning av vicekung

### Över Väst Indien
- Christofer Columbus, som guvernör eller vicekung av (väst) Indien (Las Indias)... – 1499
- Francisco de Bobadilla, som guvernör av (väst) Indien 1499–1502
- Nicolás de Ovando, som guvernör av (väst) Indien 1502–1509
- Diego Columbus, som guvernör av (väst) Indien till 1511, därefter vicekung 1509–1518
- Diego Velázquez de Cuéllar, som adelantado (general guvernör) av Kuba 1518–1524

### Över Nya Spanien
- Hernán Cortés 13 augusti 1521 – 24 december 1521
- Cristóbal de Tapia 24 december 1521 – 30 december 1521
- Hernán Cortés, som guvernör (som capitán general från 15 oktober 1522) 30 december 1521 – 12 oktober 1524
- Alonso de Estrada, Rodrigo de Albornoz, Alonso de Zuazo 12 oktober 1524 – 29 december 1524
- Gonzalo de Salazar, Pedro Almíndez Chirino, Alonso de Zuazo [29 december 1524 – 17 februari 1525
- Gonzalo de Salazar, Pedro Almíndez Chirino, Alonso de Estrada, Rodrigo de Albornoz, Alonso de Zuazo 17 februari 1525 – 20 april 1525
- Gonzalo de Salazar, Pedro Almíndez Chirino, Alonso de Zuazo 20 april 1525 – 23 maj 1525
- Gonzalo de Salazar, Pedro Almíndez Chirino 24 maj 1525 – 28 januari 1526
- Alonso de Estrada, Rodrigo de Albornoz 29 januari 1526 – 24 juni 1526
- Hernán Cortés 25 juni 1526 – 3 juli 1526
- Luis Ponce de León 4 juli 1526 – 16 juli 1526
- Marcos de Aguilar 16 juli 1526 – 1 mars 1527
- Alonso de Estrada, Gonzalo de Sandoval, Luis de la Torre 2 mars 1527 – 22 augusti 1527
- Alonso de Estrada, Luis de la Torre 22 augusti 1527 – 8 december 1528
- Nuño Beltrán de Guzmán, Juan Ortiz de Matienzo, Diego Delgadillo (till Audiencia de Indias) 9 december 1528 – 21 december 1529
- Juan Ortiz de Matienzo, Diego Delgadillo (till Audiencia de Indias) 21 december 1529 – 9 januari 1531
- Sebastián Ramírez de Fuenleal, Vasco de Quiroga, Juan de Salmerón, Alonso de Maldonado, Francisco Ceinos (till Audiencia de Indias) 10 januari 1531 – 16 april 1535

## Vicekungar före mexikanska frihetskriget

### Under KungCarlos Iav Habsburg
- Don Antonio de Mendoza 17 april 1535 – 25 november 1550
- Don Francisco de Mendoza Government Assistant 1549 – 1550
- Don Luis de Velasco 25 november 1550 – 31 juli 1564

### Under KungFelipe II
- Don Francisco Ceinos, Presidente de la Audiencia 1564 – 1566
- Don Gastón de Peralta, marqués de Falces 16 oktober 1566 – 10 mars 1568
- Lic. Alonso Muñoz och Dr. Luis Carrillo, Kunglig kommissionär november 1567 – cirka juli 1568
- Don Francisco Ceinos, Presidente de la Audiencia cirka juli 1568 – November 1568
- Don Martín Enríquez de Almanza 5 november 1568 – 3 oktober 1580
- Don Lorenzo Suárez de Mendoza, 4th conde de la Coruña 4 oktober 1580 – 29 juni 1583
- Don Luis de Villanueva y Zapata Presidente de la Audiencia 29 juni 1583 – 24 september 1584
- Don Pedro Moya de Contreras, Ärkebiskop av Mexiko 25 september 1584 – 16 oktober 1585
- Don Álvaro Manrique de Zúñiga, marqués de Villamanrique 17 oktober 1585 – 26 januari 1590
- Don Luis de Velasco, marqués de Salinas 27 januari 1590 – 4 november 1595
- Don Gaspar de Zúñiga y Acevedo, Count of Monterrey 5 november 1595 – 26 oktober 1603

### Under KungFelipe III
- Don Juan de Mendoza y Luna, marqués de Montesclaros 27 oktober [1603 – 2 juli 1607
- Don Luis de Velasco, marqués de Salinas (andra perioden) 2 juli 1607 – 10 juni 1611
- Don García Guerra, Ärkebiskop av Mexiko 10 juni 1611 – 22 februari 1612
- Don Pedro Otárola, Presidente de la Audiencia 22 februari 1612 – 18 oktober 1612
- Don Diego Fernández de Córdoba, Marquis of Guadalcázar 18 oktober 1612 – 14 mars 1621
- Don Paz de Valecillo, Presidente de la Audiencia 14 mars 1621 – 20 september 1621

### Under KungFelipe IV
- Don Diego Carrillo de Mendoza y Pimentel, marqués de Gelves y conde de Priego 20 september 1621 – 1 november 1624
- Don Rodrigo Pacheco y Osorio, marqués de Cerralvo 3 november 1624 – 16 september 1635
- Don Lope Díez de Armendáriz, marqués de Cadereyta 16 september 1635 – 27 augusti 1640
- Don Diego López Pacheco Cabrera y Bobadilla, marqués de Villena y duque de Escalona, Grandeza de España 28 augusti 1640 – 10 juni 1642
- Don Juan de Palafox y Mendoza, Ärkebiskop av Puebla och Mexiko 10 juni 1642 – 23 november 1642
- Don García Sarmiento de Sotomayor, segundo conde de Salvatierra y marqués de Sobroso 23 november 1642 – 13 maj 1648
- Don Marcos de Torres y Rueda 13 maj 1648 – 22 april 1649
- Don Matías de Peralta, Presidente de la Audiencia 22 april 1649 – 28 juni 1650
- Don Luis Enríquez de Guzmán, conde de Alba de Liste 28 juni 1650 – 14 augusti 1653
- Don Francisco Fernández de la Cueva, Duke of Alburquerque, Grandeza de España 15 augusti 1653 – 15 september 1660
- Don Juan de Leyva de la Cerda, conde de Baños 16 september 1660 – 28 juni 1664
- Don Diego Osorio de Escobar y Llamas, Ärkebiskop av Puebla 29 juni 1664 – 15 oktober 1664
- Don Antonio Sebastián de Toledo, marqués de Mancera 15 oktober 1664 – 8 december 1673

### Under KungCarlos II
- Don Pedro Nuño Colón de Portugal, duque de Veragua 8 december 1673 – 13 december 1673
- Don Payo Enríquez de Rivera, Ärkebiskop av Mexiko 13 december 1673 – 30 november 1680
- Don Tomás Antonio de la Cerda y Aragón, conde de Paredes 30 november 1680 – 30 november 1686
- Don Melchor Portocarrero y Lasso de la Vega, tercer conde de Monclova 30 november 1686 – 19 november 1688
- Don Gaspar de la Cerda Sandoval Silva y Mendoza, octavo conde de Galve 20 november 1688 – 26 februari 1696
- Don Juan Ortega y Montañés 27 februari 1696 – 18 december 1696
- Don José Sarmiento y Valladares, conde de Moctezuma y de Tula 18 december 1696 – 3 november 1701

### Under KungFelipe Vav Bourbon
- Don Juan Ortega y Montañés 4 november 1701 – 27 november 1702
- Don Francisco Fernández de la Cueva Enríquez, duque de Alburquerque y marqués de Cuéllar 27 november 1702 – 1 januari 1711
- Don Fernando de Alencastre Noroña y Silva, duque de Linares 15 januari 1711 – 15 augusti 1716
- Don Baltasar de Zúñiga y Guzmán, duque de Arión 16 augusti 1716 – 14 oktober 1722
- Don Juan de Acuña, marqués de Casafuerte 15 oktober 1722 – 17 mars 1734
- Don Juan Antonio de Vizarrón y Eguiarreta, Ärkebiskop av Mexiko 17 mars 1734 – 17 augusti 1740
- Don Pedro de Castro y Figueroa, duque de la Conquista 17 augusti 1740 – 22 augusti 1741
- Don Pedro Malo de Villavicencio, Presidente de la Audiencia 23 augusti 1741 – 3 november 1742
- Don Pedro Cebrián y Agustín, Count of Fuenclara 3 november 1742 – 8 juli 1746

### Under KungFernando VI
- Don Juan Francisco de Güemes y Horcasitas, greve av Revillagigedo  9 juli 1746 – 9 november 1755
- Don Agustín de Ahumada y Villalón, marqués de las Amarillas 10 november 1755 – 5 februari 760
- Don Francisco Antonio de Echávarri, Presidente de la Audiencia 5 februari 1760 – 28 april 1760

### Under KungCarlos III
- Don Francisco Cajigal de la Vega 28 april 1760 – 5 oktober 1760
- Don Joaquín de Montserrat, marqués de Cruillas 6 oktober 1760 – 24 augusti 1766
- Don Carlos Francisco de Croix, marqués de Croix 25 augusti 1766 – 22 september 1771
- Don Antonio María de Bucareli y Ursúa 23 september 1771 – 9 april 1779
- Don Francisco Romá y Rosell, Presidente de la Audiencia 9 april 1779 – 23 augusti 1779
- Don Martín de Mayorga 23 augusti 1779 – 28 april 1783
- Don Matías de Gálvez y Gallardo 29 april 1783 – 3 november 1784
- Don Vicente de Herrera y Rivero, Presidente de la Audiencia 4 november 1784 – 17 juni 1785
- Don Bernardo de Gálvez y Madrid, Count of Gálvez 17 juni 1785 – 30 november 1786
- Don Eusebio Sánchez Pareja y Beleño, Presidente de la Audiencia 9 november 1786 – 8 maj 1787
- Don Alonso Núñez de Haro y Peralta, Ärkebiskop av Mexiko 8 maj 787 – 16 augusti 1787
- Don Manuel Antonio Flores 17 augusti 1787 – 16 oktober 1789

### Under KungCarlos IV
- Don Juan Vicente de Güemes Padilla Horcasitas y Aguayo, greve av Revillagigedo 17 oktober 1789 – 11 juli 1794
- Don Miguel de la Grúa Talamanca y Branciforte, marqués de Branciforte 12 juli 1794 – 31 maj 1798
- Don Miguel José de Azanza 31 maj 1798 – 30 april 1800
- Don Félix Berenguer de Marquina 30 april 1800 – januari 1803

## Vicekungar under mexikanska frihetskriget
- Don José de Iturrigaray 4 januari 1803 – 16 september 1808
- Don Pedro de Garibay 16 september 1808 – 19 juli 1809
- Don Francisco Javier de Lizana y Beaumont    19 juli 1809 – 8 maj 1810
- Don Pedro Catani   8 maj 1810 – 14 september 1810
- Don Francisco Javier Venegas    14 september 1810 – 4 mars 1813
- Don Félix María Calleja del Rey  4 mars 1813 – 20 september 1816
- Don Juan Ruiz de Apodaca 20 september 1816 – 5 juli 1821
- Don Francisco Novella Azabal Pérez y Sicardo 15 juli 1821 – 21 juli 1821
- Don Juan O'Donojú 21 juli 1821 – 28 september 1821

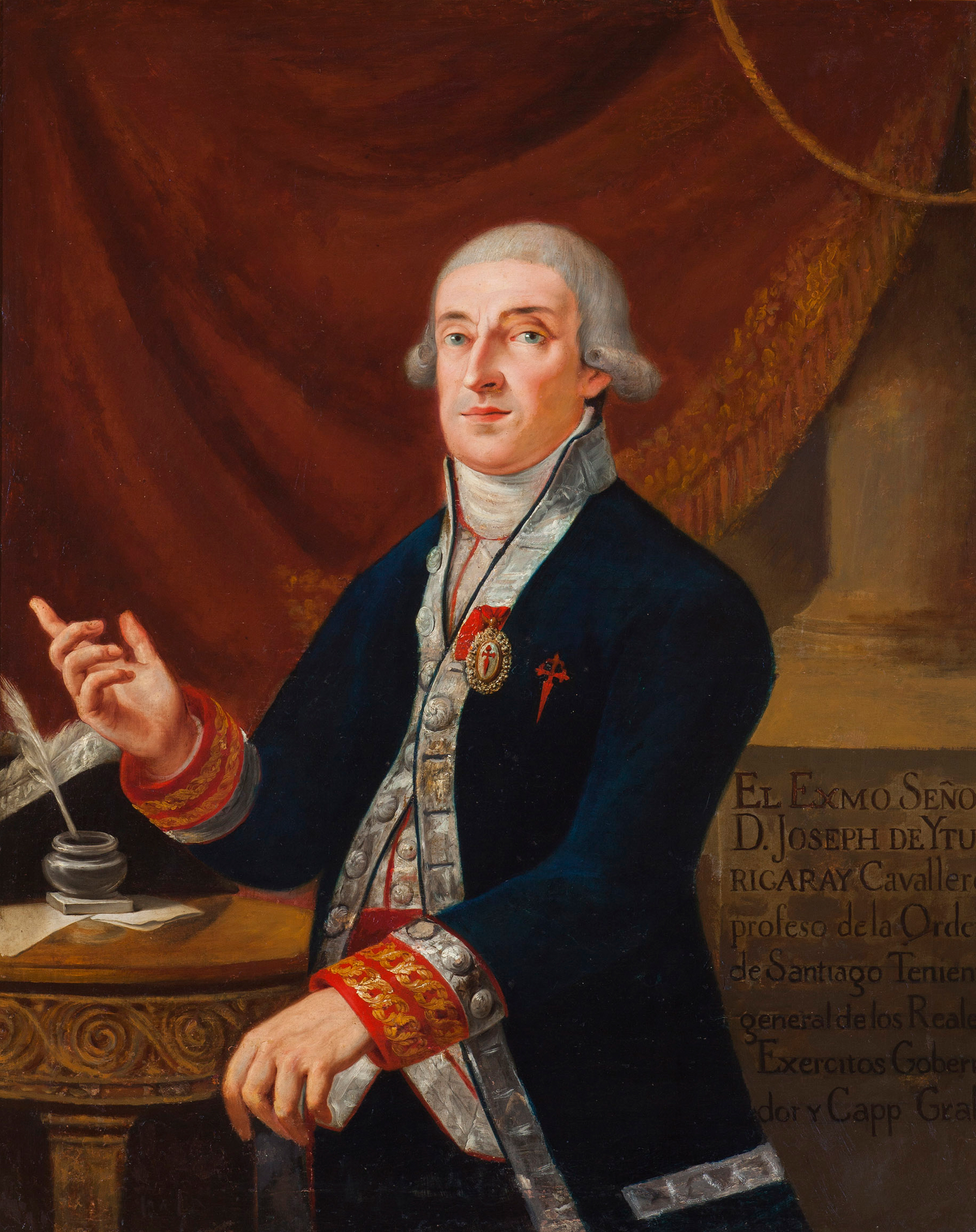
José de Iturrigaray
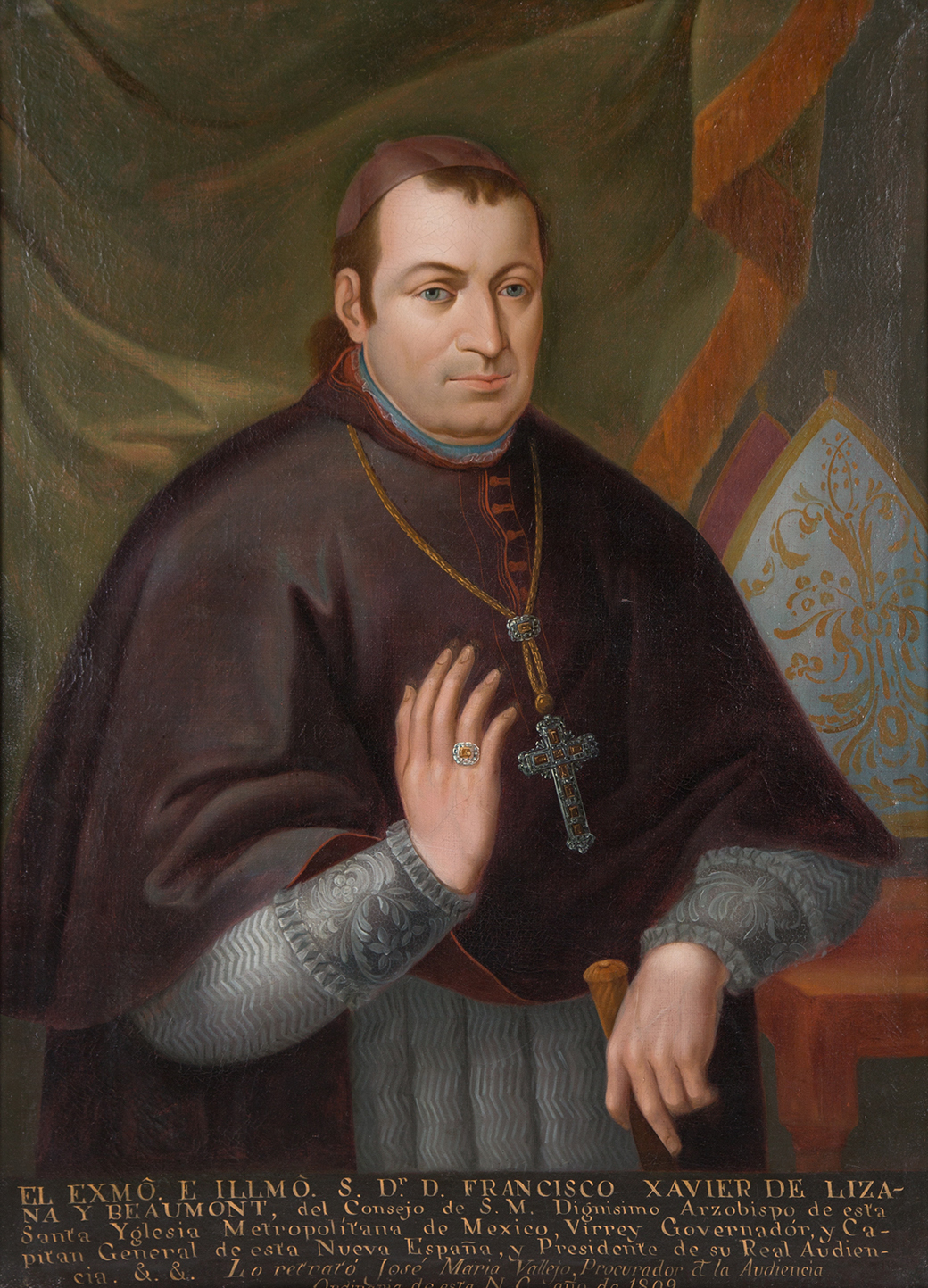
Francisco Javier de Lizana y Beaumont
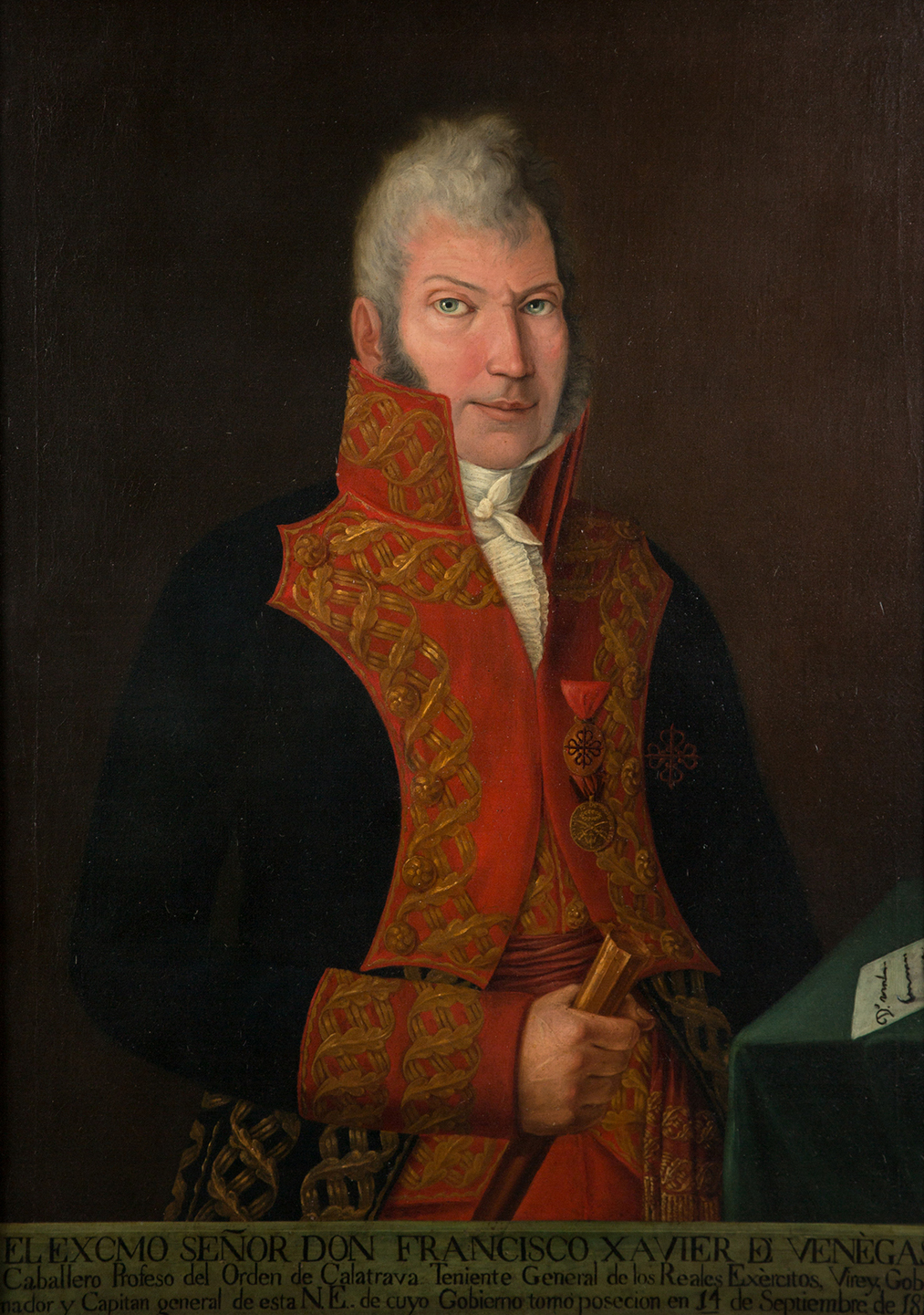
Francisco Javier Venegas
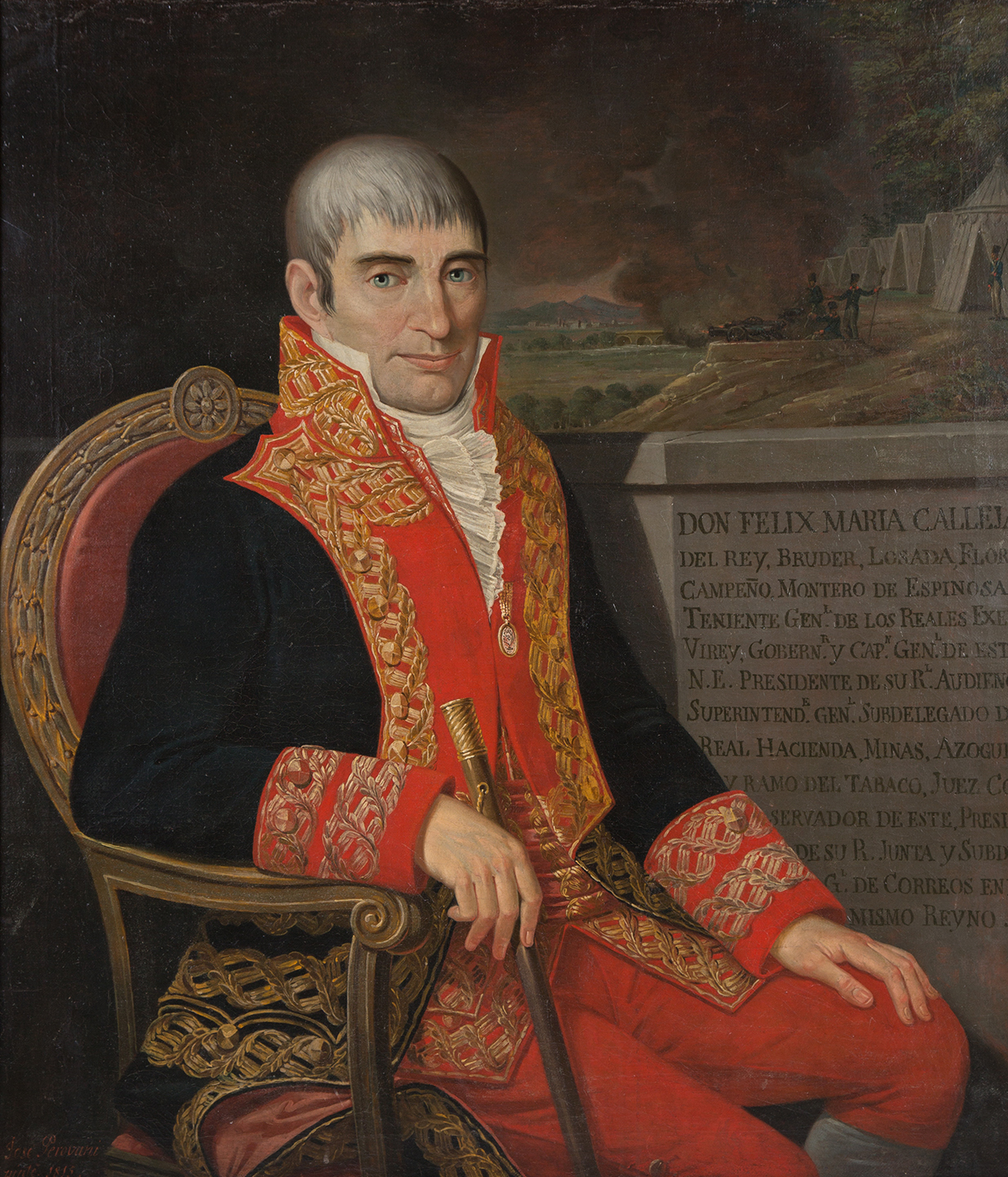
Félix María Calleja del Rey
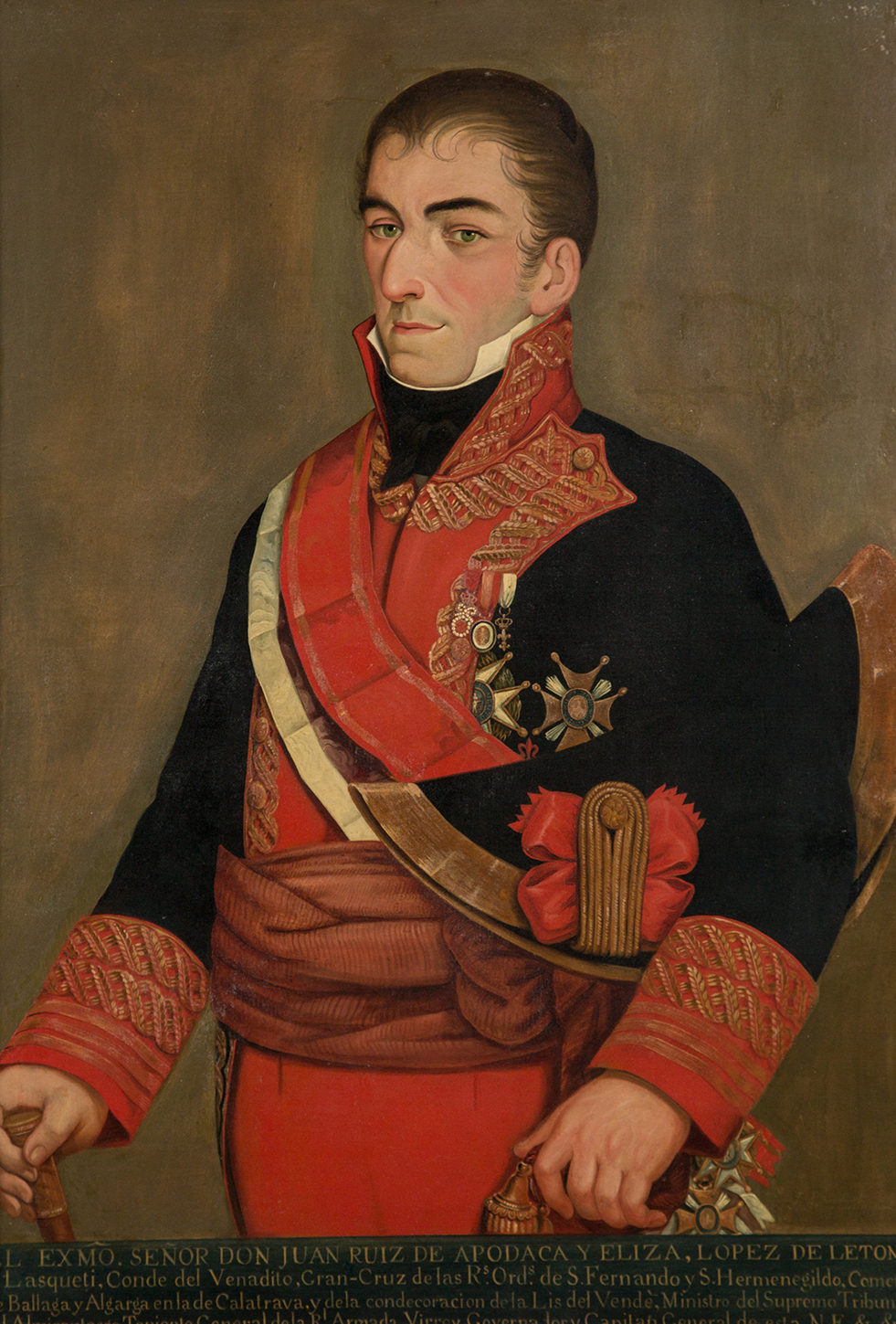
Juan Ruiz de Apodaca
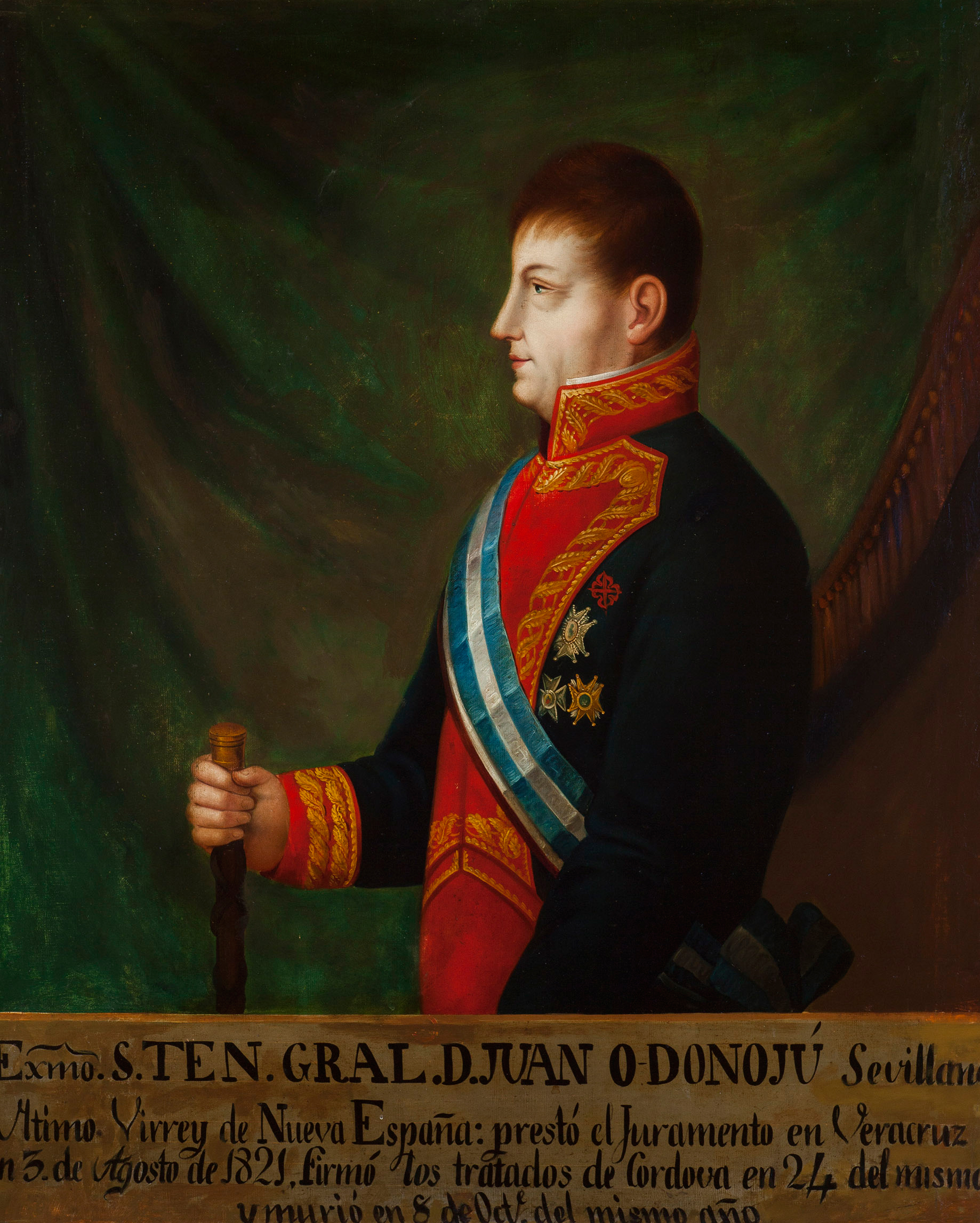
Juan O'Donojú